# Dryopteris enneaphylla
Dryopteris enneaphylla är en träjonväxtart som först beskrevs av Bak., och fick sitt nu gällande namn av Carl Frederik Albert Christensen. Dryopteris enneaphylla ingår i släktet Dryopteris och familjen Dryopteridaceae. Utöver nominatformen finns också underarten D. e. pseudosieboldii.